# KK FMP Železnik Belgrado
Košarkaški Klub Fabrika Metalnih Proizvoda Železnik Belgrado (Servisch: КК Црвена звезда Београд) is een professionele basketbalvereniging uit Servië. Železnik Belgrado is de meest vooraanstaande club in het Servische basketbal.
Het is tevens een van de twee clubs die in 2006 op alle toernooien om de ULEB Cup aanwezig waren. De club staat voornamelijk bekend om haar uitstekende jeugdopleiding waar dan ook veel grote talenten uit boven komen drijven. In 2004/2005 bereikte het niet de knock-outfase van de ULEB Cup, maar wist het wel de Servische titel te winnen, zodat de club ook in 2005/2006 in die cup zou uitkomen.
De club werd opgericht in 1975, maar speelde pas voor het eerst op het hoogste niveau in 1997. Meteen in het eerste jaar dat ze daar speelden wonnen ze de toen nog Joegoslavische bekercompetitie. Vanaf dat moment kwalificeerde de club zich met regelmaat voor de Europese bekers zoals de Korać Cup en de Saporta Cup, maar prijzen werden er pas weer behaald in 2003. Inmiddels kwam de club uit in de competitie van Servië en Montenegro en werd voor de tweede keer in de historie de nationale beker gewonnen.
Tijdens de ULEB Cup van 2002 kwam de club niet door de voorronde heen. Maar in 2003 eindigde het de groepsfase met negen gewonnen wedstrijden en slechts één verloren duel. Er werd onder andere gewonnen van de kampioen van het jaar ervoor Pamesa Valencia. Uiteindelijk werd er in de kwartfinale verloren van Joventut Badalona. In datzelfde jaar werd het tweede in de Servische competitie.
In 2004 kwam de club wederom door de groepsfase van de ULEB Cup door negen wedstrijden te winnen en er één te verliezen. Wederom kwamen ze uit in de kwartfinale tegen Joventut Badalona, maar dit keer wisten ze wel te winnen. In de halve finale werden ze vervolgens uitgeschakeld door de latere winnaar Hapoel Jeruzalem. Wel werden ze in dat jaar kampioen van de cup van de Adriatische Zee.

## Erelijst
- Landskampioen Servië/Montenegro:
  - Tweede: 1997, 1998, 2003
  - Derde: 2005, 2006

- Landskampioen Servië:
  - Tweede: 2017

- Kup Radivoja Koraća: 3
  - Winnaar: 2003, 2005, 2007
  - Runner-up: 2004, 2010, 2011